# Museu Histórico da Serra
Museu Histórico da Serra é um museu fundado no ano de 2007, localizado no município de Serra, no interior do estado de Espírito Santo. O acervo do museu reúne uma série de bens móveis, documentos e objetos de época.

## História
O Museu Histórico da Serra, foi fundado no ano de 2007. Localizado no município de Serra, no interior do estado de Espírito Santo, a sede do museu é um casarão com elementos arquitetônicos do século XIX, devido sua construção ter sido realizada no ano de 1862.
Com construção datada de 1862, o casarão, foi construído por João Cardozo Castello, notoriamente conhecido como Capitão Castello, então comandante das tropas militares de Serra. Posteriormente, o casarão serviu de residência à neta de Capitão Castello, Judith Leão Castello Ribeiro, primeira mulher a tornar-se Deputada no Brasil, na década de 1940.

### Acervo
Convertido em museu no ano de 2007, o casarão tornou-se o Museu Histórico da Serra. Por ser uma construção com mais cento e quarenta anos na ocasião, a estrutura e o padrão arquitetônico da casa foi mantido. Ter sido palco de gerações influentes de funcionários do meio militar e de personagens importantes da constituição da política brasileira, faz com que os hábitos e objetos ganhem uma outra dimensão junto ao público, garantindo prestígio e curiosidade.
Como parte do acervo estão documentos, móveis, objetos (como cachimbos, binóculos e espelhos), obras de artes e itens relacionados a história de seus moradores ilustres e sobre a constituição do município.
Ao lado do Museu, funciona a Casa de Congo, importante instituição do estado do Espírito Santo inaugurada em 2000, pela Secretaria da Cultura (Secult), que visa  reunir o acervo e a memória do congo no município.